# Agustina de Aragón
Agustina Raimunda María Zaragoza y Domenech of Agustina de Aragón (Reus, 4 maart 1786 - Ceuta, 29 mei 1857) was een Spaanse heldin uit de Spaanse Onafhankelijkheidsoorlog.

## Biografie
Agustina werd geboren als een dochter van de arbeider Francesc Labastida i Ramon Zaragoza en diens vrouw Raimunda Domènech i Gasull, die uit Fulleda afkomstig waren. Op 6 maart werd ze in de Santa María del Mar in Barcelona gedoopt. Op zeventienjarige leeftijd huwde ze met Joan Roca Villaseca die korporaal bij de artillerie was. Ze kregen samen een zoontje, maar dit stierf al op jonge leeftijd. Haar echtgenoot nam deel aan de Spaanse Onafhankelijkheidsoorlog en vocht mee in de slag bij El Bruc. De oorlog bracht het echtpaar naar de stad Zaragoza.
Op juni 1808 begonnen de Fransen met het beleg van Zaragoza en het bescheiden Spaanse leger in de stad stond onder de leiding van José Rebolledo de Palafox. Tijdens een van de eerste Franse aanvallen op de eerste dag van het beleg sloegen bij de Puerta del Portillo de Spaanse verdedigers op de vlucht, waarop Agustina een kanon laadde en afvuurde op de aanstormende Fransen. Geïnspireerd door de eenzame vrouw wisten de Spaanse verdedigers zich te hergroeperen en werd de aanval afgeslagen. Palafox was getuige van de inzet van Agustina en beloonde haar door haar te benoemen tot tweede luitenant. Na een beleg van twee maanden werd het beleg door de Fransen afgebroken. Agustina werd voortaan als heldin beschouwd en werd een inspiratiebron voor de oorlog tegen de Fransen.
Ze was ook actief betrokken bij de verdediging van Zaragoza tijdens het tweede beleg, maar ditmaal viel de stad in de handen van de Fransen en werd Agustina gevangengenomen. Nadat ze was vrijgelaten nam ze nog aan diverse gevechten deel tijdens de oorlog, waaronder het Franse beleg van Tarragona en de slag bij Vitoria, waar ze haar militaire carrière afsloot.
Na de oorlog hertrouwde ze met Juan Eugenio Cobos de Mesperuza met wie ze een dochter kreeg. Ze stierf in 1857 in Ceuta aan een longontsteking en werd in Ceuta begraven. In 1870 werd haar stoffelijk overschot overgebracht naar Zaragoza, waar ze werd bijgezet in de Iglesia de Nuestra Señora del Portillo.

## In populaire cultuur
Agustina de Aragon werd door de schilder Francisco Goya getekend in diens serie tekeningen Los desastres de la guerra. Lord Byron beschrijft haar in zijn lied Childe Harold's Pilgrimage. In de Spaanse speelfilm Agustina de Aragón werd haar rol gespeeld door de actrice Aurora Bautista.
- Bibliothèque nationale de France: cb16237192d (data)
- Catàleg d'autoritats de noms i títols de Catalunya: 981058614717106706
- Gemeinsame Normdatei: 1140058843
- International Standard Name Identifier: 0000 0000 6189 896X
- Library of Congress Control Number: no99071029
- Système universitaire de documentation: 139846468
- Virtual International Authority File: 90456227